# 兰考县第一高级中学
兰考县第一高级中学，简称兰考一高、兰考一中，是一所省级示范性高中，位于河南兰考县（新校区）。始建于1933年。

## 沿革
兰考县第一高级中学属公办重点学校，占地面积53280平方米，有40所标准教室，10所理化生实验室，微机室、语音室、多媒体室各2所，运动场面积7500平方米。1995年后，陆续建成了学生宿舍、办公楼、教学楼、科技楼。2006年，晋升为河南省级示范性高中。